# Райнио, Иван Рейнгольдович
Иван Рейнго́льдович Ра́йнио (фин. Juho Reino «Jussi» Rainio, до 1897 года — Ю́хан Ре́йнгольд Лунде́н швед. Johan Reinhold Lundén; 5 апреля 1878, Маариа, Або-Бьёрнеборгская губерния, Великое княжество Финляндское — 10 мая 1918, Пори, Турку-Пори) — финский журналист и политик. Депутат парламента Финляндии (1911—1913), от Социал-демократической партии Финляндии.
После Гражданской войны в Финляндии 1918 года был арестован белыми и убит в тюремной камере Старой ратуши Пори в мае 1918 года.
Его сестра Айно Форстен также была членом парламента Финляндии. Позже она была казнена в Советском Союзе в 1937 году.

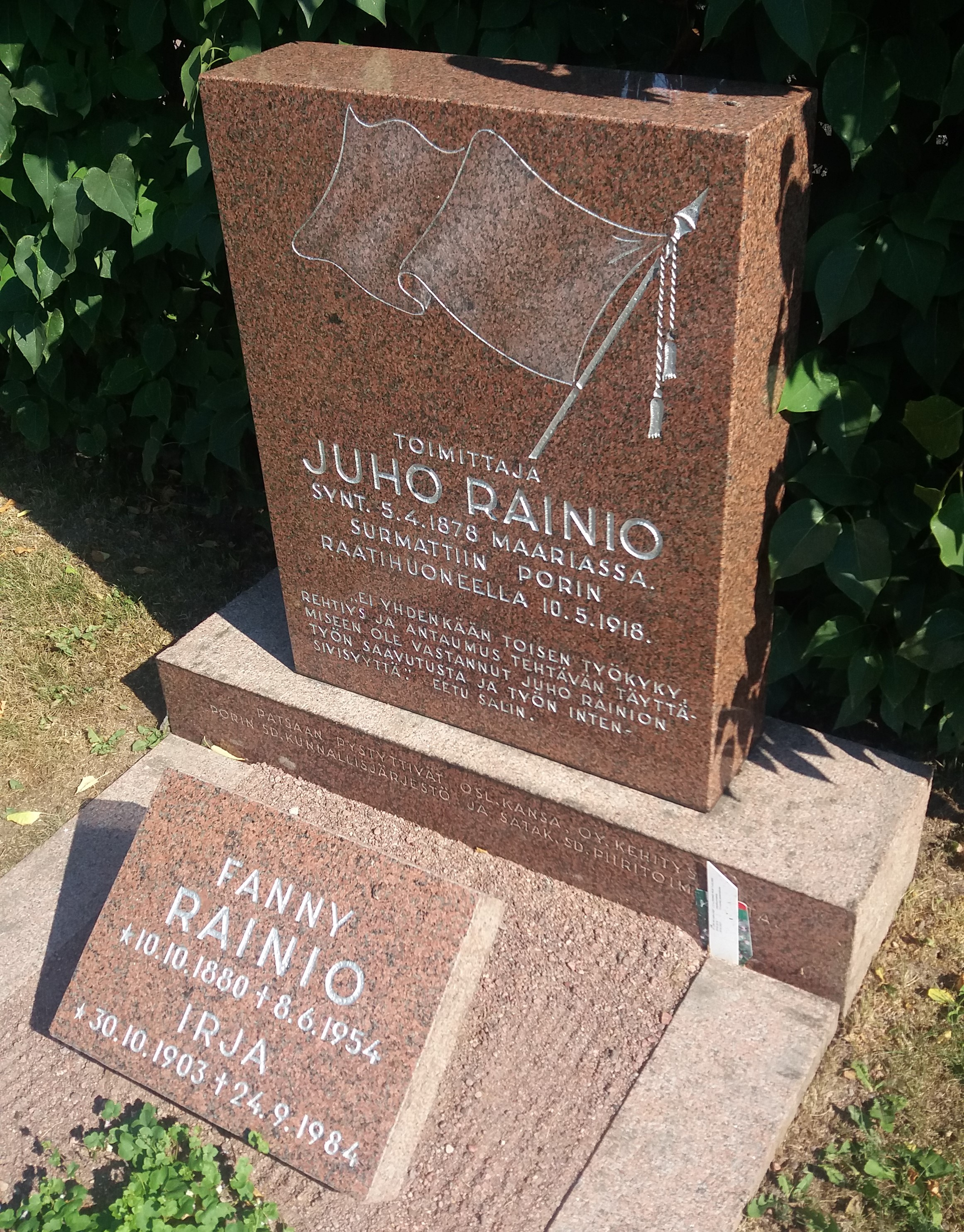
Могила Ивана Райнио